# Galloromma alavaensis
Galloromma alavaensis is een vliesvleugelig insect uit de familie Gallorommatidae. De wetenschappelijke naam is voor het eerst geldig gepubliceerd in 2011 door Ortega-Blanco, Peñalver, Delclòs & Engel.